# 克洛依·欧布莱恩
克洛依·欧布莱恩（英語：Chloe O'Brian），美剧《24》中重要角色，洛杉矶反恐局的数据分析专家，她是杰克·鲍尔最信任的朋友。经常冒着被解雇甚至被逮捕的危险，在未得到授权的情况下私自帮助杰克。克洛依这个角色在24小时中出现的集数仅次于第一主角杰克，共125集（杰克在全部192集中均有登場）。
克洛依在计算机方面有超常的天赋。大多数情况下她在反恐局做内勤工作，是反恐局最优秀的计算机专家。但是在必要时她也能象外勤特工一样熟练使用武器。第4季当她被派出负责分析恐怖份子电脑中的重要数据时遇到袭击，她成功击毙敌人。第8季中她为了尽早恢复反恐局系统运行，也曾拔枪威胁夺取系统的控制权。
克洛依在剧中刚出现时与杰克并无交情，但随着两者的长期合作，特别是克洛依屡次在未授权情况下动用反恐局资源为杰克提供支持，逐渐成为杰克最信任的朋友之一。

## 剧中经历

### 第三季
克洛依在第三季中首次出场，是反恐局的高级分析师，并从事过情报及网络协议管理工作。她毕业于加州大学戴维斯分校，在那里获得了计算机学士学位。

### 第四季
克洛依在第四季中继续作为反恐局的分析师出场。在反恐局主管艾琳·德里斯科尔(Erin Driscoll)与杰克发生矛盾时，她冒着危险私下帮助杰克跟踪一名恐怖份子，最终虽然证明杰克是正确的。但她由于违反命令被挽捕，最终开除。
当反恐局新主管米歇尔·戴斯勒(Michelle Dessler)上任后，由于反恐局面临人手紧缺，克洛依由于其出色才华再次受邀回来工作。并协助反恐局成功平息核弹危机。在本季最后，克洛依与米歇尔、东尼及前总统大卫·帕默一起伪造杰克死亡，帮助杰克逃脱因为袭击中国领事馆引发的危机。

### 第五季
克洛作为伪造杰克死亡的四个知情者之一遭到恐怖份子威胁，危难之中求助杰克，在杰克的帮助下逃过追杀。
由于杰克被恐怖份子栽赃为暗杀大卫·帕默(David Palmer)总统的嫌疑人，克洛依帮助杰克逃过了反恐局的围捕，并因此被逮捕。但很快杰克洗脱了嫌疑，克洛依也被释放。
恐怖份子在反恐局释放了神经毒气，克洛依隔着玻璃门目睹了好友艾格·斯蒂尔斯( Edgar Stiles)的死去，悔痛万分。
由于查尔斯·洛根(Charles Logan)总统是恐怖事件的幕后策划人，反恐局在总统的指示下阻止杰克的追查行动。克洛依违抗命令，继续使用卫星信号帮助杰克。反恐局最终跟踪克洛依的电话发现了她的背后行动，克洛依被逮捕。但她很快偷到了钥匙并从反恐局逃脱。
克洛依在比尔·布坎南(Bill Buchanan)的帮助下，登录到反恐局的系统，继续使用卫星系统帮助杰克定位恐怖份子目标。在克洛依的帮助下，杰克劫持了一架客机，并控制了飞机的副驾驶员，获得了洛根总统涉案的关键证据。但就在克洛依准备把证据提交司法部长时，证据被麦尔斯·帕帕辛( Miles Papazian)破坏。
最后，在克洛依帮助下杰克支持了总统的直升机，并偷偷在总统身上安装了微型监听设备，通过监听总统和夫人的谈话获取了关键证据。克洛依向司法部长播放了监听录音，洛根总统被逮捕。

### 第六季
反恐局发动了一次针对恐怖份子哈姆瑞·阿萨德(Hamri Al-Assad)的攻击但被阿萨德成功逃脱。克洛依通过卫星图片发现是他是被杰克所救，随即报告主管比尔·布坎南(Bill Buchanan)。此前杰克声称阿萨德并非发动一连串恐怖袭击的幕后主使，真正的策划者是阿布·法耶德(Abu Fayed). 克洛依建议比尔相信杰克，把监控目标指向法耶德. 最终反恐局的证据证明了杰克和克洛依的判断。 
在行动中，杰克发现外勤特工柯蒂斯·曼宁(Curtis Manning)对阿萨德怀有强烈敌意，而阿萨德此时已决定与政府合作。克洛依帮助杰克查到，柯蒂斯的小组曾经在一次由阿萨德发动的恐怖袭击中损失惨重，其两名队员更是被残酷斩首并在电视直播。得到消息杰克及时阻止了柯蒂斯报复阿萨德的行动，但代价是击毙了柯蒂斯。
反恐局从通信记录中截获了可能与手提箱核弹相关的情报，其中包括一副画质很差的图像。莫里斯·欧布萊恩(Morris O'Brian)负责还原这副图像。此时莫里斯接到其弟弟受伤住院的消息，并赶往医院。图像处理结果稍后出现在莫里斯的屏幕上，克洛依发现竟然就是莫里斯自己。反恐局马上通知莫里斯有危险，但莫里斯仍然被恐怖分子绑架。
杰克在克洛依的帮助下找到了恐怖份子藏身之处，救出了莫里斯。但此时莫里斯已经在恐怖份子的拷问下，被迫协助其完成了核弹的引爆程序，核弹即将爆炸。最后时刻，克洛依指导杰克成功拆除了核弹。
莫里斯回到反恐局后一直为自己的懦弱而内疚，克洛依试图安慰他，鼓励他重新回到工作，但并不成功。
克洛依好友米罗·普莱斯曼(Milo Pressman)怀疑莫里重新开始酗酒，提醒克洛依注意。克洛依过去亲吻了莫里斯。当莫里斯询问“这个吻代表什么”时，克洛依答复：“检查你的呼吸。”
中国特工要求杰克使用核弹的关键芯片交换奥德莉·瑞恩斯(Audrey Raines)，克洛依冒着危险帮助杰克获取核弹的结构图，但被莫里斯发现。莫里斯的执意要求甚至威胁下，克洛依被迫向比尔报告了杰克的行动。克洛依对于莫里斯强迫她出卖杰克的行为非常生气，两者陷入争吵。在争吵中克洛依搬出莫里斯帮助恐怖分子引爆核弹的旧事，严重伤害了莫里斯。尽管克洛依为自己的口无遮拦再三道歉，但莫里斯仍告诉她，他们的关系结束了，因为引爆核弹事件将成为两人心中永远的坎，不可能迈过去。
反恐局全体成员在恐怖袭击中被劫持为人质。克洛依和莫里斯、娜蒂娅·亚塞尔(Nadia Yasir)在杰克的带领下最终制服歹徒，解救了全部人质。
由于工作的压力以及与莫里斯之间的纠葛，不堪重负的克洛依在反恐局突然晕倒。被带到医疗室急救。莫里斯赶过去看望时，克洛依告诉他自己怀孕了。两人重新复合。

### 第七季
反恐局被解散，克洛依在家里做全职妈妈。美国政府组织已被祖马(Benjamin Juma)将军及他领导的非洲政权桑格拉(Sangala)所渗透。克洛依与比尔、托尼一起秘密合作，目的是揭露他们在美国的恐怖活动。在杰克和FBI特工蕾妮·沃克(Renee Walker)的帮助下，成功摧毁了CIP设备，阻止了入停美国核心网络的一系列恐怖活动。比尔和杰克获得了总统的信任，克洛依开始和FBI合作，临时进入华盛顿的FBI总部工作。
杰克从恐怖份子杜巴库(Iké Dubaku)身上获取了关键芯片，其中存储有涉嫌与祖马将军勾结的政府工作人员名单。克洛依排除FBI内奸干扰，从芯片中还原出了全部名单。政府根据名单开始抓捕行动。杰克发现一个关键线索瑞安·伯内特(RyanBurnett)也在这份名单上，克洛依帮助杰克暗中从名单中删除了瑞安，给杰克时间在瑞安被抓捕前私下拷问他. 但FBI工作人员珍妮丝·金(Janis Gold)很快发现了克洛依的行为，报告了主管拉里·莫斯(Larry Moss), 克洛依被逮捕。
克洛依丈夫莫里斯来FBI寻找她，最终与拉里达成协议，帮助FBI破解了一条送给杰克的消息从而追踪到了杰克的位置。作为交换，克洛依被释放。
杰克需要从原反恐局的服务器上获取所有恐怖份子相关数据，克洛依作为最佳人选再次被邀请到FBI协助工作。克洛依从银行记录中找到了目标，杰克根据这条线索阻止了针对华盛顿地铁的生化武器袭击。
恐怖份子劫持了杰克的女儿琴·鲍尔(Kim Bauer)，杰克被迫和恐怖份子合作，并被绑架。琴被FBI解救，并获取了恐怖份子一台电脑。克洛依根据电脑反向追踪到了杰克的位置，成功解救杰克。
由于杰克在夺回生化武器的过程中被感染病毒，在本季最后，克洛依决定暂留在FBI，陪杰克度过其最后时光。

### 第八季
莫里斯失业，克洛依回到在纽约重新组建的反恐局，重操旧业。反恐局的软件、协议、接口等全面更新，克洛依跟不上工作节奏，主管布莱恩·黑斯廷斯(Brian Hastings)对其工作效率感到不满。克洛依还是继续他的数据分析专家工作，但需要向新主管达娜·沃尔什(Dana Walsh)汇报。
反恐局根据杰克提供的线索，发现了记者梅瑞迪斯·里德(Meredith Reed) 涉嫌刺杀卡密斯坦伊斯兰共和国（Islamic Republic of Kamistan）总统奥马尔·哈桑（Omar Hassan）的证据。但克洛依根据直觉和经验，认为证据得来太过容易和简单，怀疑有人故意误导。但她的意见没有得到重视，相反，布莱恩威胁她，如果再固执已见，她将失去工作。克洛依不得不求助杰克。在克洛依和杰克的坚持调查下，刺杀的真相被查明，克洛依是对的，针对哈桑总统的暗杀行动在最后时刻被阻止。布莱恩向克洛依道歉，承认了她的能力和贡献。后来，由于达娜的表现不如意，克洛依重任反恐局的首席分析专家，达娜改为向她汇报。
哈桑总统被杀身亡，布莱恩因此被免职。克洛依因为在这场危机中的出色表现，被任命为反恐局执行主管。新的位置带给克洛依全新的角色和责任。由于总统艾莉森·泰勒(Allison Taylor)决定掩盖哈桑总统被杀真相，杰克劫持了反恐局的直升机，孤身去寻求正义。 责任感驱使克洛依不得不下令追捕杰克，而不能再象过去那样，无条件向杰克伸出援手。
克洛依故意向杰克散布错误消息，布置陷阱试图抓捕杰克。但杰克将计就计，控制了抓捕小组，并说服队长科尔·奥尔蒂斯(Cole Ortiz)同他一起去调查真相。当科尔问他如何发现这是个陷阱时，杰克答道：我了解克洛依。
克洛依终于找到了杰克，此时杰克已发现俄罗斯总统是幕后主使，并准备刺杀。但在克洛依的反复劝说下，杰克在最后关头没有扣动扳机。克洛依承诺帮助杰克带出记录阴谋真相的关键录音。为了掩护克洛依，杰克命令克洛依向自己开枪。在杰克拔枪自杀的威胁下，克洛依不得不击伤杰克。
克洛依与科尔合作，准备利用反恐局的网络扩散这份录音，但在最后时刻被阻止。克洛依被逮捕。
泰勒总统终于幡然醒悟，决定接受真相。克洛依被复职，并找到了即将被秘密处决的杰克。杰克由于针对俄罗斯的报复性刺杀行动，被迫要开始流亡。
杰克和克洛依进行最后的通话。他将保护自己女儿的重任托付给了克洛依，动情地向克洛依道别。杰克告诉克洛依，当她第一次走进反恐局时，当时并没有想到，她将会成为那个在这么多年的岁月里，一直坚定地站在自己身后，支持自己的朋友。即使是在今天，克洛依所做的一切，也都是为了保护他。感谢克洛依。
杰克通过侦察机的摄象头，向克洛依作最后告别，克洛依潸然泪下。克洛依下令召回侦察机，关闭镜头，杰克的画面在CTU的监视器上逐渐模糊，时钟倒计时到0. 全剧终。

### 再活一天
在2014年的新剧集《反恐24小时：再活一天》里，克洛依早已从CTU离职，成为了一名黑客。对美国政府多有不满的她曾经将一万多份美国国防部机密文件公布在网络上，因此被控叛国罪。在剧集情节开始前三天，克洛依在英国伦敦被中央情报局逮捕并关进一个秘密站点，她在严刑逼供下仍未透露任何关于黑客组织的信息。随后杰克亦前往伦敦，有意使自己也被中情局逮捕进同一个地点，并趁机救出了克洛依，两人开始携手阻止一场针对美国总统海勒的刺杀阴谋。

## 家庭
克洛依前夫莫里斯·欧布萊恩，两人在第三季离婚。在第六季后两人复合，第七季中，两人育有一子Prescott。到了第九季時，莫里斯和兒子均已因車禍身亡。